# 斯氏马先蒿
斯氏马先蒿（学名：Pedicularis stewardii）是列当科马先蒿属的植物，是中国的特有植物。分布于中国大陆的贵州等地，生长于海拔2,200米至2,850米的地区，多生在石缝中，目前尚未由人工引种栽培。